# Bundesjugendvertretung
Die Österreichische Bundesjugendvertretung (BJV) ist die gesetzlich verankerte Interessenvertretung und politische Lobby von Menschen bis 30 Jahre in Österreich. Die BJV hat mehr als 50 Kinder- und Mitgliedsorganisationen. Sie will die politischen, sozialen, wirtschaftlichen und kulturellen Interessen junger Menschen bündeln und ihnen bei der Politik und in der Öffentlichkeit Gehör verschaffen. Den Mitgliedsorganisationen gehören eineinhalb Millionen junge Menschen an.
In ihrer jetzigen Form wurde die BJV am 1. Jänner 2001 durch das Bundes-Jugendvertretungsgesetz (B-JVG) als Nachfolgerin des Österreichischen Bundesjugendringes eingerichtet. Die Agenden der BJV nimmt der Verein Österreichische Kinder- und Jugendvertretung (ÖJV) wahr.
Die Schwerpunkte sind: Bildung, Ausbildung, Beschäftigung, soziale Sicherheit, Ökologie, Partizipation, Politische Bildung, Vielfalt, Antirassismus, Antifaschismus, Geschlechtergerechtigkeit sowie Kinder- und Jugendrechte.
Auf Europäischer Ebene vertritt die Bundesjugendvertretung die Interessen der Österreichischen Kinder und Jugendlichen als Mitglied im Europäischen Jugendforum und bring sich im Advisory Council on Youth (AC) des Europarates ein.

## Organisation
Das Entscheidungsgremium ist nach dem Bundesjugendvertretungsgesetz ein Präsidium, das die Jugendorganisationen der im Parlament vertretenen Parteien, die zwei größten religiösen Jugendorganisationen und zwei weitere zu wählende verbandlich organisierte Jugendorganisationen sowie Bundesschülervertretung, Österreichische Hochschülerinnen- und Hochschülerschaft und Österreichische Gewerkschaftsjugend umfasst.
Da das Gesetz aber auch vorsieht, dass ein Verein die Aufgaben der Bundesjugendvertretung führen kann, wurde der Verein Österreichische Kinder- und Jugendvertretung (ÖJV) gegründet, dessen operatives Organ, der Vorstand, von den Mitgliedsorganisationen demokratisch gewählt und nicht per Gesetz bestimmt wird.
Der Vorstand besteht aus den vier Vorsitzenden (Vorsitzteam), sowie acht weiteren Vorstandsmitgliedern, die alle zwei Jahre gewählt werden und die laufenden Geschäfte der Bundesjugendvertretung führen. Das geschlechterparitätisch besetzte Vorsitzteam vertritt die BJV nach außen.

Ehemaliges Logo (bis Juni 2014)

### Vorsitzteam
Das 2025 gewählte Vorsitzteam besteht aus:
- Ahmed Naief (Muslimische Jugend Österreich)
- Anna Schwabegger (Pfadfinder Österreich)
- Lejla Visnjic (Sozialistische Jugend Österreich)
- Sebastian Stark (Junge Volkspartei)

### Mitgliedsorganisationen
Die BJV hat 36 Kinder- und Jugendorganisationen, 3 Interessenvertretungen und 15 Landesjugendbeiräte und Volksgruppenvertretungen als Mitglieder (54), sowie 3 außerordentliche Mitglieder:
1. Aktion Kritischer Schülerinnen und Schüler
2. Alevitische Jugend Österreich
3. Austrian Players League – Verein zur Förderung von Jugendlichen im IT und EDV Bereich (APL)
4. Bnei Akiva
5. Junge Europäische Föderalisten (JEF)
6. Evangelische Jugend Österreich (EJÖ)
7. Grüne Jugend – Grüne Alternative Jugend
8. Hashomer Hatzair Österreich
9. Junge Volkspartei
10. JUNOS – Junge liberale NEOS
11. Katholische Jugend Österreich
12. Katholische Jungschar Österreich
13. Kolping Österreich
14. Landjugend Österreich
15. Mittelschüler Kartellverband
16. Muslimische Jugend Österreich
17. Muslimische Pfadfinder Österreich
18. Naturfreundejugend Österreich
19. Österreichische Alpenvereinsjugend
20. Österreichische Blasmusikjugend
21. Österreichische Gewerkschaftsjugend
22. Jüdische österreichische Hochschüler (JöH)
23. Österreichisches Jugendrotkreuz
24. Österreichische Jungarbeiterbewegung
25. Junge Landwirtschaft Österreich
26. Österreichische Kinderfreunde / Rote Falken
27. Österreichische Kinderwelt
28. Österreichische Naturschutzjugend
29. Österreichische Trachtenjugend
30. Österreichischer Pennäler Ring
31. Österreichischer Pfadfinderbund
32. Pfadfinder Österreich
33. Ring Freiheitlicher Jugend Österreich
34. Schülerunion
35. Sozialistische Jugend Österreich
36. Verein Jugend für eine geeinte Welt
37. Österreichische Hochschülerschaft (ÖH)
38. Bundesschülervertretung (BSV)
39. bOJA – bundesweites Netzwerk offene Jugendarbeit
40. Arbeitsgemeinschaft Kärntner Jugendorganisationen
41. Landesjugendbeirat Oberösterreich
42. Landesjugendbeirat Salzburg
43. Landesjugendbeirat Steiermark
44. Landesjugendbeirat Vorarlberg
45. Landesjugendforum Burgenland
46. Niederösterreichischer Jugendrat
47. Tiroler Jugendbeirat
48. Landesjugendbeirat Wien
49. Kroatische Volksgruppe
50. Slowakische Volksgruppe
51. Slowenische Volksgruppe
52. Tschechische Volksgruppe
53. Ungarische Volksgruppe
54. Volksgruppe der Roma

Außerordentliche Mitglieder:
- Kritische Jugend
- Verband jüdischer Jugend
- ESN – Erasmus Student Network

## Vorgängerstruktur Bundesjugendring
Der Österreichische Bundesjugendring (ÖBJR) wurde am 5. Dezember 1953 von sieben Jugendorganisationen (Katholische Jugend, Katholische Jungschar, Sozialistische Jugend, Gewerkschaftsjugend, Pfadfinder, Evangelische Jugend, Österreichische Jugendbewegung) gegründet und ist die Vorgängerorganisation der Bundesjugendvertretung. Neben der Möglichkeit für die Jugend mit einer Stimme zu sprechen, um dadurch mehr Gewicht gegenüber der Regierung bei Jugendthemen zu haben, war vor allem das Verbot vieler Jugendorganisationen während des Zweiten Weltkriegs eine entscheidende Motivation zur Gründung eines Dachverbands für Jugendorganisationen. So wie auch bei der Bundesjugendvertretung war es das Ziel des Bundesjugendringes als Interessenvertretung der Kinder und Jugendlichen sowie deren Organisationen aufzutreten, sowie als Plattform für Jugendliche von unterschiedlicher weltanschaulicher, religiöser und sozialer Überzeugung gemeinsame Standpunkte zu entwickeln.
Unter den aktiven Mitgliedern des Bundesjugendrings befinden sich bekannte Namen wie Franz Küberl, Josef Höchtl, Erhard Busek (Vorsitzender 1966 bis 1969), Fritz Verzetnitsch, Othmar Karas, Johannes Hahn, Werner Amon, Alfred Gusenbauer oder Josef Cap.
Nach 47 Jahren Interessensvertretung hat der Bundesjugendring 2001 mit der Installierung des Bundesjugendvertretungsgesetzes seine Geschäfte und Aufgaben der Bundesjugendvertretung übergeben, die per Gesetz mehr Mitspracherecht und eine stärkere Einbindung von Jugendorganisationen in die Politik hat.